# Station Anerley
Anerley is een spoorwegstation van London Overground in Anerley (Zuidoost-Londen) aan de verlengde East London Line en Southern aan de Brighton Main Line.